# Jacek Krzynówek
Jacek Kamil Krzynówek  (Kamieńsk, 1976. május 15.) lengyel válogatott labdarúgó, középpályás.

## Pályafutása

### Klubcsapatokban
Az LZS Chrzanowice csapatánál játszott először, ahonnan az RKS Radomskohoz távozott. Következő klubjai a Raków Częstochowa (1996–1997) és a Bełchatów (1997–1999) voltak. 1999-ben elhagyta Bełchatówot és a Nürnberghez szerződött, amellyel 2002-ben feljutott az Erste Bundesligába. 2004-ben a Bayer Leverkusen igazolta le. Dimitar Berbatovval és Andrij Voronyinnal hatékony középpályát alkottak a Bundesligában, és a bajnokok ligájában. 2006-ban a Wolfsburghoz, majd 2009-ben a Hannoverhez szerződött. 2011. augusztus 15-én hivatalosan is bejelentette visszavonulását.

### A válogatottban
Részt vett a 2002-es és 2006-os világbajnokságon. 2003-ban és 2004-ben a Piłka Nożna magazin Lengyelország legjobb labdarúgójának választotta. A lengyel válogatottban 1998 és 2009 között összesen 96 találkozón lépett pályára, és 15 gólt szerzett.

## Statisztika

### A válogatottban
| Válogatott    | Év       | Mérk. | Gól |
| ------------- | -------- | ----- | --- |
| Lengyelország | 1998     | 1     | 0   |
| Lengyelország | 1999     | 0     | 0   |
| Lengyelország | 2000     | 8     | 0   |
| Lengyelország | 2001     | 10    | 1   |
| Lengyelország | 2002     | 7     | 0   |
| Lengyelország | 2003     | 10    | 3   |
| Lengyelország | 2004     | 10    | 3   |
| Lengyelország | 2005     | 8     | 2   |
| Lengyelország | 2006     | 11    | 0   |
| Lengyelország | 2007     | 10    | 5   |
| Lengyelország | 2008     | 13    | 1   |
| Lengyelország | 2009     | 8     | 0   |
| Összesen      | Összesen | 96    | 15  |